# Arsac

Arsac este o comună în departamentul Gironde din sud-vestul Franței. În 2009 avea o populație de 3.075 de locuitori.

## Evoluția populației
| An        | 1975 | 1982  | 1990  | 1999  | 2006  | 2009  |
| --------- | ---- | ----- | ----- | ----- | ----- | ----- |
| Populație | 932  | 1.902 | 2.729 | 2.818 | 2.953 | 3.075 |